# أبو يعقوب النهرجوري
إسْحَاق بن مُحَمَّد النهرجوري، وكنيته أَبُو يَعْقُوب، أحد علماء أهل السنة والجماعة ومن أعلام التصوف السني في القرن الرابع الهجري، قال عنه أبو عثمان المغربي: «ما رأيت من المشايخ أنور من أبي يعقوب النهرجوري، ولا أكثر هيبة من أبي الحسن بن الصائغ»، ووصفه الذهبي بأنه: «الأستاذ العارف».
صحب الجُنَيْد وَعَمْرو بن عُثْمَان الْمَكِّيّ وَأَبا يَعْقُوب السُّوسِي وَغَيرهم من الْمَشَايِخ، أَقَامَ بِالحرم في مكة المكرمة سِنِين كَثِيرَة مجاوراً حتى مَاتَ سنة 330 هـ.

## وفاته
توفي النهرجوري في مكة سنة 330 هـ، وقال علي بن محمد المزين: «لما مرض أبو يعقوب النهرجوري، قلت، وهو في النزع: «قل: لا إله إلا الله!» فتبسم إلي وقال: «إياي تعني؟! وعزة من لا يذوق الموت! ما بيني وبينه إلا حجاب العزة»، فمات من ساعته». فكان المزين يأخذ بلحيته ويقول: «حجّام مثلي يلقن أولياء الله الشهادة؟! واخجلتاه منه!».

## من أقواله
- الصدْق مُوَافقَة الْحق فِي السِّرّ وَالْعَلَانِيَة وَحَقِيقَة الصدْق القَوْل بِالْحَقِّ فِي مَوَاطِن التَّهْلُكَة.[1]
- من كَانَ شبعه بِالطَّعَامِ لم يزل جائعا وَمن كَانَ غناهُ بِالْمَالِ لم يزل مفتقرا وَمن قصد بحاجته الْخلق لم يزل محروما وَمن اسْتَعَانَ فِي أمره بِغَيْر الله لم يزل مخذولاً.[4]
- إِذا اقتضاني رَبِّي بعض حَقه الَّذِي لَهُ قبلي فَذَاك أَوَان حزني وَإِذا أذن فِي اقْتِضَاء بره فَذَاك أَوَان سروري ونعمتي إِذا كَانَ بالجود وَالْفضل وَالْوَفَاء مَوْصُوفا وَالْعَبْد بِالْعَجزِ والضعف مَوْصُوفاً.[1]